# Kabange Mupopo
Kabange Mupopo (ur. 21 września 1992) – zambijska lekkoatletka specjalizująca się w biegach sprinterskich oraz piłkarka grająca na pozycji napastniczki w zambijskim klubie Green Buffaloes.
W 2014 sięgnęła po srebrny medal w biegu na 400 metrów podczas mistrzostw Afryki oraz indywidualnie zajęła 4. miejsce na pucharze interkontynentalnym w Marrakeszu. W 2015 stanęła na najwyższym stopniu podium igrzysk afrykańskich w Brazzaville. Mistrzyni Afryki z Durbanu (2016). Rok później zajęła siódme miejsce podczas mistrzostw świata w Londynie. Wielokrotna mistrzyni i rekordzistka kraju.
W pobranej od niej w trakcie Mistrzostw Świata w Lekkoatletyce 2017 próbce stwierdzono przekroczenie dopuszczalnego poziomu stężenia testosteronu – została za to ukarana czteroletnią dyskwalifikacją liczoną od daty pobrania badanej próbki tj. 6 sierpnia 2017, a także anulowaniem wyników osiągniętych na tej imprezie (7. miejsce w finale biegu 400 metrów).
Rekordy życiowe: bieg na 400 metrów (stadion) – 50,22 (15 września 2015, Brazzaville); bieg na 400 metrów (hala) – 52,68 (18 marca 2016, Portland). Oba rezultaty są aktualnymi rekordami Zambii. Mupopo jest także rekordzistką kraju na 200 metrów (23,03 w 2017).
Reprezentantka kraju w piłce nożnej.

## Osiągnięcia
| Rok  | Impreza                    | Miejsce        | Konkurencja             | Lokata     | Wynik   |
| ---- | -------------------------- | -------------- | ----------------------- | ---------- | ------- |
| 2014 | Igrzyska Wspólnoty Narodów | Glasgow        | bieg na 400 metrów      | półfinał   | 53,09   |
| 2014 | Mistrzostwa Afryki         | Marrakesz      | bieg na 400 metrów      | 2. miejsce | 51,21   |
| 2014 | Puchar interkontynentalny  | Marrakesz      | bieg na 400 metrów      | 4. miejsce | 50,87   |
| 2014 | Puchar interkontynentalny  | Marrakesz      | sztafeta 4 × 100 metrów | 3. miejsce | 3:25,51 |
| 2015 | Mistrzostwa świata         | Pekin          | bieg na 400 metrów      | półfinał   | 51,93   |
| 2015 | Igrzyska afrykańskie       | Brazzaville    | bieg na 400 metrów      | 1. miejsce | 50,22   |
| 2015 | Igrzyska afrykańskie       | Brazzaville    | sztafeta 4 × 100 metrów | 5. miejsce | 44,97   |
| 2016 | Halowe mistrzostwa świata  | Portland       | bieg na 400 metrów      | półfinał   | 52,68   |
| 2016 | Mistrzostwa Afryki         | Durban         | bieg na 400 metrów      | 1. miejsce | 51,56   |
| 2016 | Igrzyska olimpijskie       | Rio de Janeiro | bieg na 400 metrów      | półfinał   | 52,04   |
| 2017 | Mistrzostwa świata         | Londyn         | bieg na 400 metrów      | DSQ        | DSQ     |

15 września 2015 w Brazzaville zambijska sztafeta 4 × 100 metrów w składzie: Kabange Mupopo, Rhodah Njobvu, Yvonne Nalishuwa i Lumeka Katundu czasem 44,97 ustanowiła aktualny rekord kraju w tej konkurencji.